# 64 (revista)
64 fue una revista rusa de ajedrez, publicada en Moscú. Su nombre hace referencia al número de casillas de un tablero de ajedrez. La revista otorgaba anualmente el Oscar del Ajedrez.

## Historia
El año de su aparición, 1924, 64 se publicó como revista, aunque en 1935 cambió su periodicidad a semanario. Nikolai Krylenko fue el editor desde 1924 hasta su muerte en 1938 en la Gran Purga. La publicación fue interrumpida en 1941 por la Segunda Guerra Mundial, reanudándose a la finalización del conflicto. En 1968 fue renovada como revista semanal por Alexander Roshal y el Campeón Mundial Tigran Petrosian. Vasily Smyslov fue editor asistente. Petrosian fue editor hasta 1977, cuando se le despidió tras caer derrotado ante Viktor Korchnoi en la eliminatoria del Torneo de Candidatos de cuartos de final.
La revista 64 publicó en 1986 extractos de Other Shores del escritor Vladimir Nabokov, siendo la primera obra suya en ser publicada abiertamente en la URSS. Roshal fue severamente castigado a pesar de que en ese momento Anatoly Karpov era el editor en jefe. En 1992 la revista pasó por dificultades dejándose de publicar, pero Roshal la privatizó y se reanudó la publicación. Se publicó dos veces al mes hasta que dejó de funcionar nuevamente en 2014.